# 세이크
세이크(Sake)는 르완다의 남동쪽에 있는 도시이다. 동부 주에 위치한다. 2009년 르완다 철도에서 이동이 가능하다.